# Гран-при Абу-Даби
Гран-при Абу-Даби — один из этапов чемпионата мира по автогонкам в классе Формула-1, первая гонка на трассе, построенной на искусственном острове Яс, прошла в сезоне 2009 года. Этап стал последним, 17-м в календаре.
Название Гран-при происходит от эмирата Абу-Даби, входящего в состав федеративного государства Объединённые Арабские Эмираты. Остров Яс не является частью города Абу-Даби, но является частью территории этого эмирата.

## Особенности трассы
Гонка проходит во время смены дня и ночи (гонщики стартуют при солнечном освещении, а финишируют уже ночью при искусственном освещении). Это вызывает определённые трудности, так как приходится привыкать к переходу от солнечного к искусственному освещению. Стартовая прямая — одна из самых длинных среди трасс чемпионата мира Формулы-1. При выезде с пит-лейна гонщик въезжает в своеобразный туннель с небольшой шиканой, после которой возвращается на трассу. Прямо на трассе возведён 5-звёздочный отель, рассчитанный на 550 номеров. За ходом гонки можно наблюдать непосредственно из номеров гостиницы, а также с двухэтажного мостика, который соединяет два крыла отеля. Отель в ночное время освещается системой подсветки, которая позволяет «окрасить» здание в любой цвет, а также создать «эффект переливания» нескольких цветов.
Все трибуны автодрома являются крытыми — такого нет ни на одной трассе, принимающей этапы Гран-при. Вместимость трибун — 55 000 человек.

## Победители Гран-при
| Сезон | Пилот             | Конструктор         | Трасса    | Отчёт |
| ----- | ----------------- | ------------------- | --------- | ----- |
| 2009  | Себастьян Феттель | Red Bull-Renault    | Яс Марина | Отчёт |
| 2010  | Себастьян Феттель | Red Bull-Renault    | Яс Марина | Отчёт |
| 2011  | Льюис Хэмилтон    | McLaren-Mercedes    | Яс Марина | Отчёт |
| 2012  | Кими Райкконен    | Lotus-Renault       | Яс Марина | Отчёт |
| 2013  | Себастьян Феттель | Red Bull-Renault    | Яс Марина | Отчёт |
| 2014  | Льюис Хэмилтон    | Mercedes            | Яс Марина | Отчёт |
| 2015  | Нико Росберг      | Mercedes            | Яс Марина | Отчёт |
| 2016  | Льюис Хэмилтон    | Mercedes            | Яс Марина | Отчёт |
| 2017  | Валттери Боттас   | Mercedes            | Яс Марина | Отчёт |
| 2018  | Льюис Хэмилтон    | Mercedes            | Яс Марина | Отчёт |
| 2019  | Льюис Хэмилтон    | Mercedes            | Яс Марина | Отчёт |
| 2020  | Макс Ферстаппен   | Red Bull-Honda      | Яс Марина | Отчёт |
| 2021  | Макс Ферстаппен   | Red Bull-Honda      | Яс Марина | Отчёт |
| 2022  | Макс Ферстаппен   | Red Bull            | Яс Марина | Отчёт |
| 2023  | Макс Ферстаппен   | Red Bull-Honda RBPT | Яс Марина | Отчёт |
| 2024  | Ландо Норрис      | McLaren-Mercedes    | Яс Марина | Отчёт |